# Ondřej Smetana (piłkarz)
Ondřej Smetana (ur. 4 września 1982 w Witkowicach) – czeski piłkarz występujący na pozycji napastnika.